# Per Lisper
Per "Pelle" Östen Lisper, född 26 augusti 1904 i Sala stadsförsamling, Västmanlands län, död 3 februari 1974 i Dals Rostock, Gunnarsnäs församling, Älvsborgs län
, var en svensk arkitekt. 
Per Lisper  var bror till Olle Lisper.
Lisper, som var son till järnhandlare Lisper Per Johnson och Svea Landquist, avlade studentexamen i Stockholm 1928 och utexaminerades från Kungliga Tekniska högskolan 1933. Han var anställd hos arkitekt Denis Sundberg i Umeå 1935, hos arkitekterna Gunnar Hoving, Erik Friberger och Anders Funkquist i Göteborg 1935–1938, assistent vid länsarkitektkontoret i Göteborg 1938–1944, därefter stadsarkitekt i Alingsås stad. Han var därjämte stadsarkitekt även för Kungälvs stad 1944–1946 samt byggnadskonsulent för Lerum, för Vårgårda och Nolby samma tid.